# Johann Eichel von Rautenkron
Johann Eichel von Rautenkron (* 19. September 1621 in Heldburg; † 2. August 1688 in Braunschweig) war ein deutscher Ethnologe und Rechtswissenschaftler.

## Leben
Der Sohn des fürstlich sächsischen Lehnschulzen Johann Eichel und dessen Frau Cunigunda, der Tochter des Franz Wachsenschwanz zur Eich, stammte aus einer Familie, deren Vorfahren im adligen und stiftsmäßigen Stande lebten und bei Kurfürsten, Fürsten, Erzbischöfen, Stiften und Fürstentümern geistliche und weltliche hohe Ämter bekleideten. Daher wurde er schon in frühester Jugend ausgebildet und erhielt bereits im Alter von vier Jahren einen Privatlehrer. Die Familie hatte sich jedoch mit den Widrigkeiten des Dreißigjährigen Krieges auseinanderzusetzen. Schon früh starb der Vater, so dass Eichel nicht über die Mittel verfügte, ein Studium zu absolvieren. Jedoch fand er in dem Truchseß von Wetzhausen einen Gönner, der ihm den Besuch des Gymnasiums an der Klosterschule in Roßleben ermöglichte. Aber auch dort zog der Krieg hin, so dass er sich nach Quedlinburg begab, wo er sich vier Jahre aufhielt.
1642 bezog er die Universität Helmstedt, wo er neben einem Studium der philosophischen Wissenschaften auch die theologischen Vorlesungen von Georg Calixt und Konrad Hornejus (1590–1649) besuchte. Während jener Zeit entschloss er sich, das Studium der Rechtswissenschaften zu absolvieren. Dort waren vor allem Georg Werner (1608–1671) und Heinrich Hahn (1605–1668) seine Lehrer, die ihn so weit brachten, dass er schließlich selbst Vorlesungen halten konnte. Um seine rechtswissenschaftlichen Studien fortzusetzen, unternahm er 1647 eine Bildungsreise. Diese führte ihn an die Universität Leiden, die Universität Groningen, die Universität Löwen, die Universität Köln, die Universität Gießen, die Universität Marburg, die Universität Rinteln, die Universität Leipzig, die Universität Wittenberg, die Universität Altdorf und die Universität Jena. 1649 war er nach Helmstedt zurückgekehrt, wo er zunächst Privatvorlesungen hielt und 1651 Professor der Ethik wurde.
Da er mehrere ehrenhafte Berufungen an andere Universitäten abgelehnt hatte, berief ihn Herzog Christian Ludwig von Braunschweig-Lüneburg 1653 zum außerordentlichen Professor an der juristischen Fakultät der Universität Helmstedt. Am 23. Oktober 1655 erwarb er den philosophischen Magistergrad und promovierte am selben Tag auch zum Doktor der Rechte. Im selben Jahr wurde er Hofgerichtsassessor in Wolfenbüttel, übernahm eine ordentliche Professur an der juristischen Fakultät und stieg 1656 zum Professor der Pandekten auf. 1657 wurde er vom Herzog Julius Heinrich von Sachsen-Lauenburg als Geheimrat, Vizekanzler und Konsistorialpräsident berufen. In dieser Eigenschaft war er auf Kreis- und Landtagen und am kaiserlichen Hofgericht in Speyer. Nachdem er 1668 fast die gesamte Fakultätsarbeit absolviert hatte, befiel ihn 1671 eine Krankheit.
1674 berief ihn Herzog Rudolf August von Braunschweig-Lüneburg und Wolfenbüttel zum Geheimrat mit der Aufgabe, als Direktor der Finanzen der Stadt Braunschweig deren Schulden abzutragen. Rautenkron, der im Laufe von Jahren die Forderungen der Gläubiger seiner Vorfahren und Geschwister abgegolten hatte, war damit Besitzer der Güter von Bornum, Nedlitz und Hohnsleben geworden. Als solcher ließ er sich 1680 vom Kaiser Leopold I. sein Adelsdiplom erneuern, woraufhin er und seine Nachfahren den Titel Eichel Edle von Rautenkron trugen.
Während einer Dienstreise nach Braunschweig verstarb er. Sein Leichnam wurde nach Helmstedt überführt. Dort wurde er am 8. August 1688 in der sogenannten von Eichel-Böckelschen Grabkapelle auf dem Kirchhof der St.-Stephani-Kirche beigesetzt, in der unter anderem auch sein Schwiegervater Heinrich Hahn und sein Schwiegersohn Johann Gotthard von Böckel ruhen.

## Familie
Aus seiner am 23. Oktober 1655 geschlossenen Ehe mit Anna Sophia (* 12. März 1634 in Helmstedt; † 28. Mai 1698 ebenda), der Tochter des Professors an der juristischen Fakultät und Hofgerichtsassessors Heinrich Hahn und dessen Ehefrau Anna Maria Pfeiffer († 1657), sind zwei Söhne und sechs Töchter hervorgegangen. Von den Kindern sind bekannt:
- Anna Cunigunda Eichel (wurde 4. Jahre, 7. Monate 2. Wochen und 2. Tage alt.)
- Johanna Eichel (wurde 44. Wochen u. 3. Tage alt, begr. 22. August 1662)
- Johann Heinrich Julius Eichel (* 21. Juli 1663 in Helmstedt; † 12. Oktober 1663 ebenda)[1]
- Anna Maria Elisabeth Eichel (* 7. November 1656 in Helmstedt; † 25. September 1679 in Otterndorf) verh. 10. Oktober 1676 mit dem kurfürstlich sächsischen Hofrat und Präsidenten der Stadt Magdeburg Christian Dietrich Ackenhausen
- Hedwig Sophia Eichel Edle von Rautenkron (* 11. Dezember 1659 in Helmstedt; † 6. Juli 1723 ebenda) verh. am 15. Mai 1677 mit Johann Gotthard von Böckel[2]
- Johanna Henriette Eichel Edle von Rautenkron (* 22. Dezember 1664 in Helmstedt; † 3. Dezember 1701 in Warberg) verh. mit dem fürstlich braunschweigisch-lüneburgischen Drost der Herrschaft Warberg Anthon Ulrich von Stauffen († 1694)
- Rudolph Frantz Eichel Edler von Rautenkron Erbherr auf Nedlitz
- Augusta Sophia Charlotte Eichel Edle von Rautenkron (* 13. Oktober 1673 in Helmstedt; † 19. Juli 1700 in Nedlitz) verh. 18. August 1695 mit dem Erbherrn auf Campe Robert Christian von Hake